# Arcane majeur
Pour les articles homonymes, voir Arcane.
Arcane majeur est une série de bande dessinée française écrite par Jean-Pierre Pécau et dessinée Damien, qui en assure également la mise en couleurs. Elle est dérivée d'Arcanes, une série du même scénariste. Son nom est une allusion aux tarots.

## Synopsis
Fin des années 1950, début des années 1960, La Fondation Vane recrute et forme des joueurs et joueuses : des personnes capables d'influencer sur le hasard et le futur grâce à de simples cartes ressemblant à celles de tarot mais qui, en leurs mains, deviennent de dangereux outils de rétro-synchronicité. Chance, membre de cette fondation et gros tricheur aux jeux de cartes, est un jour épargné de quelques coups lors d'une partie de poker par Pandora, adolescente qui semble bien savoir maîtriser son jeu. Chance décide alors de la prendre sous son aile et de devenir son tuteur avant de l'emmener à la Fondation Vane, où elle recevra son enseignement.

## Personnages

### Héros
- Pandora : adolescente orpheline, elle maîtrise un jeu rare et d'une très grande puissance. Encore quelque peu maladroites dans ses "passes" (moment où un joueur décide de changer la trame du futur et donc du hasard), elle sera admise dans La Fondation Vane pour apprendre à le maîtriser. Son caractère rebelle et provoquant est insupportable à la plupart des membres de la fondation mais, malgré cela, on l'envoie avec son mentor, dans des missions très risquées et d'ordre mondial (souvent lorsqu'on n'a pas le choix).

- Chance : autre membre de Vane, Chance est non seulement un tricheur mais en plus un coureur de jupons. C'est lui qui confiera Pandora à La Fondation Vane et deviendra son mentor. Très protecteur envers elle, il l'oblige toujours à rester en arrière lors des missions (ce qui ne sera pas pour plaire à Pandora). Il possède un jeu moyen et très banal.

### Antagonistes
- Le Roi en Jaune : il se fait passer pour Howard Hughes. Commanditaire terroriste occulte, il chercha à éliminer John Fitzgerald Kennedy et Fidel Castro. Il est un des plus anciens, des plus connus et des plus puissants membre de La Fondation Vane. Voyant très vite que Pandora est une excellente joueuse malgré son jeune âge, il n'a que deux solutions : la recruter, ou l'éliminer... Son surnom est sans doute une référence au recueil de nouvelles fantastiques de Robert W. Chambers, Le Roi en Jaune. On apprend dans le tome 7 de la série Arcanes qu'il ne serait qu'un imposteur, le vrai Howard Hughes n'étant pas au courant des événements décrits dans Arcanes Majeur.

- Charles Manson : il s'évada de prison et fut récupéré par Jack Ruby et les siens sous les ordres du Roi en jaune. Charles, devenu en partie fou, n'utilise pas de cartes, mais les signes qui s'y trouvent et qu'il écrit avec son sang (car ceci renforce leur pouvoir). D'une aide très précieuse au Roi en Jaune, c'est grâce à ses signes qu'il put contrôler notamment la balle qui tua Kennedy et celle qui blessa John Connally.

- Jack Ruby : sous-fifre du Roi en Jaune, c'est lui qui aida à l'évasion de Charles Manson et qui l'assista dans la mise en place de l'assassinat de Kennedy. Il est aussi celui qui, selon l'album, crée de fausses preuves à l'encontre de Lee Harvey Oswald, et est à l'origine de sa capture dans un cinéma.

### Personnages secondaires
- John Fitzgerald Kennedy : Président des États-Unis dont l'élection gêne énormément les affaires du Roi en jaune ce qui lui vaudra le coup d'être assassiné à Dallas.

- Fidel Castro : Dirigeant de Cuba, sa dirigeance et ses embrouilles avec Kennedy forceront Le Roi en jaune à l'assassiner lui aussi. Mais Fidel semble être entouré de très bons joueurs, ce qui pourrait bien le sauver...

- Lee Harvey Oswald : relayé par Jack Ruby, il est chargé de tirer sur Kennedy avec une balle gravée de signes étranges (les mêmes que ceux dessinés par Charles Manson).

- Dame Aker : Dans les dernières pages du tome 4, Dame Aker sauvera Pandora, Chance et leurs amis de la trame du Roi en Jaune. Son arrivée joint ainsi la série Arcane Majeur et L'Histoire secrète dans laquelle elle est l'une des personnages principales.

## Albums
- Delcourt, collection « Neopolis » :

1. Pandora, 2003[1].
2. Le Roi en jaune, 2004.
3. Cuba Libre !, 2005.
4. J.F.K., 2006.
5. Lady Luck, 2008.
6. Strange Days, 2013.